# ويليام هولبرووك بيرد
ويليام هولبرووك بيرد (بالإنجليزية: William Holbrook Beard)‏ هو رسام أمريكي، ولد في 13 أبريل 1825 في باينسفيل في الولايات المتحدة، وتوفي في 20 فبراير 1900 في بروكلين في الولايات المتحدة.

## روابط خارجية
- ويليام هولبرووك بيرد على موقع ديسكوغز (الإنجليزية)